# قائمة أسماك الخليج العربي

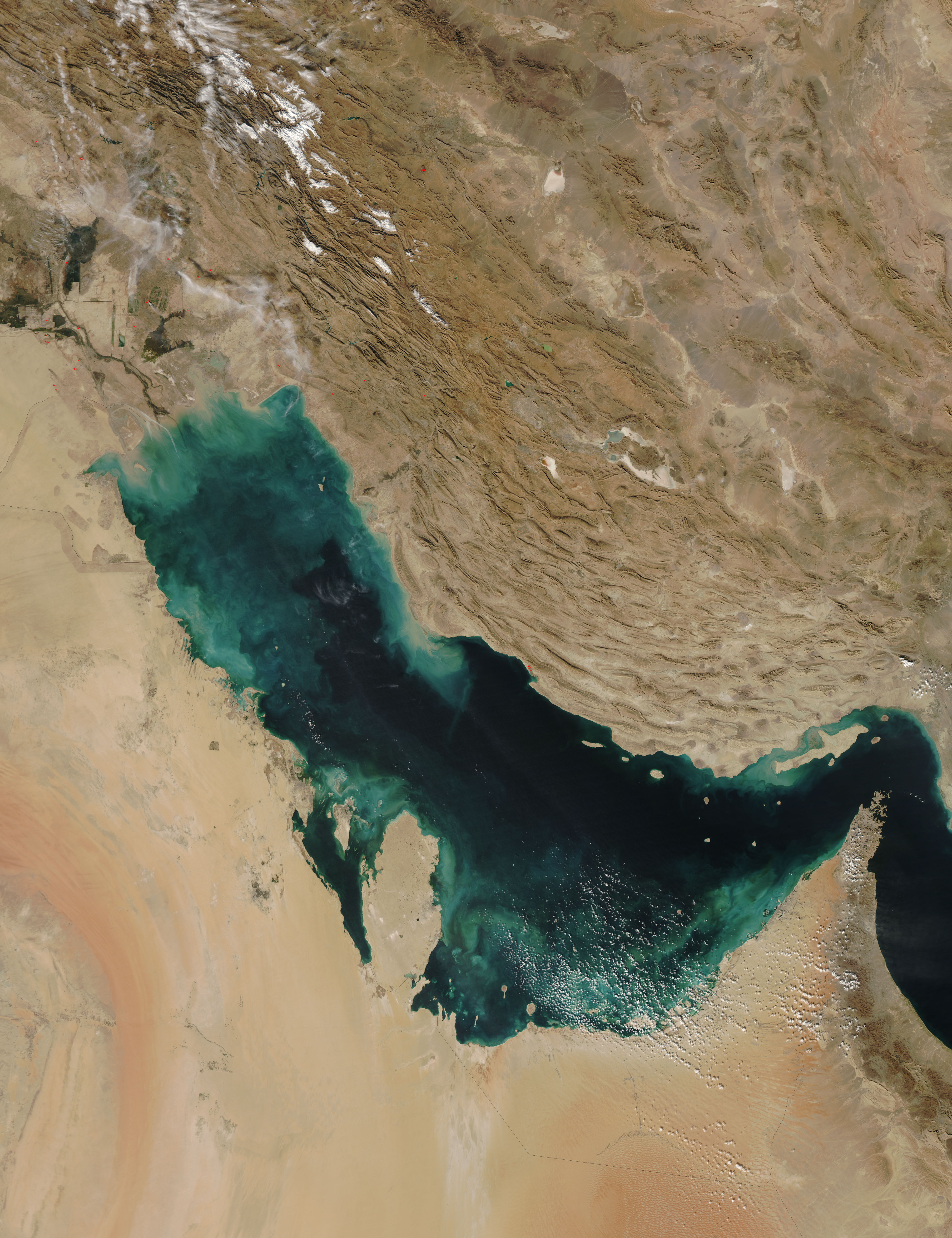
الخليج العربي.

قائمة بالأسماك المسجلة في الخليج العربي هي جزء من المحيط الهندي يحد الكويت وإيران والعراق وقطر والمملكة العربية السعودية ودول الساحل المتصالح وسلطنة عمان. تستند هذه القائمة بشكل أساسي إلى القائمة الحمراء للأنواع المهددة بالانقراض الصادرة عن الاتحاد الدولي لحفظ الطبيعة ويتضمن الأسماء الشائعة المستخدمة محليًا، والأسماء العلمية وعلاقتها بالبشر، إذا لزم الأمر.
ترتيب القائمة هو تصنيف تطوري ويتوافق التصنيف حيثما أمكن مع الاستخدام الحالي في قاعدة الأسماك، ومع ذلك، سيتم تحديث التصنيفات القديمة نتيجة للانقسامات أو إعادة تسمية المرادفات وفقًا لذلك.

## الأسماك الغضروفية
أوريكتولوبيافورم - أسماك القرش الأرضية
| عائلة              | الاسم العلمي         | الاسم الشائع             | الاسم المحلي | الأهمية الإقليمية | حالة الحفظ      |
| ------------------ | -------------------- | ------------------------ | ------------ | ----------------- | --------------- |
| وحيد القرنيات      | رينكودون تايبس       | قرش الحوت                |              |                   | مهددة بالانقراض |
| نصفيات             | تشيلوسيلليوم عربيكوم | قرش السجاد العربي        |              |                   | على وشك التهديد |
| ستيجوستوميداي      | ستيجوستوما تيغرينيوم | قرش الحمار الوحشي        |              |                   | مهددة بالانقراض |
| جينجليموستوماتيداي | نيبريوس فيروجينيوس   | سمكة قرش الممرضة السمراء |              |                   | مُعَرَّض            |

لافقاريات
| عائلة           | الاسم العلمي    | الاسم الشائع     | الاسم المحلي | الأهمية الإقليمية | حالة الحفظ           |
| --------------- | --------------- | ---------------- | ------------ | ----------------- | -------------------- |
| أودونتاسبيديداي | كاركارياس الثور | قرش النمر الرملي |              |                   | معرضة للخطر بشكل حرج |

كاركارهينيفورمز - أسماك قرش قداس، وأسماك قرش المطرقة، وأسماك قرش ابن عرس، وحلفاؤها
| عائلة          | الاسم العلمي              | الاسم الشائع                         | الاسم المحلي |
| -------------- | ------------------------- | ------------------------------------ | ------------ |
| ثلاثيات        | موسيلوس موسيس             | القرش العربي                         |              |
| نصفيات         | نصفيبريستيس إيلونجاتا     | سمكة القرش ذات الأسنان المتعرجة      |              |
| نصفيات         | باراغاليوس لونجيكاداتوس   | قرش ابن عرس النحيل                   |              |
| كاركارهينيدي   | كاركارينوس أمبليرهينشويدس | سمكة قرش رشيقة                       |              |
| كاركارهينيدي   | كاركارينوس أمبوينسيس      | سمكة قرش ذات عيون خنزيرية            |              |
| كاركارهينيدي   | كاركارينوس دوسوميري       | سمكة قرش بيضاء الخدود                |              |
| كاركارهينيدي   | كاركارينوس ليوكاس         | سمكة قرش الثور                       |              |
| كاركارهينيدي   | كاركارينوس ليمباتوس       | سمك القرش ذو الأطراف السوداء الشائع  |              |
| كاركارهينيدي   | كاركارينوس ميلانوبتيروس   | قرش الشعاب المرجانية ذو الطرف الأسود |              |
| كاركارهينيدي   | كاركارينوس بلومبيوس       | سمكة قرش الرمل                       |              |
| كاركارهينيدي   | كاركارينوس سوراه          | سمكة القرش ذات الذيل المرقط          | ياريوور      |
| كاركارهينيدي   | ريزوبريونودون أكوتوس      | سمكة قرش الحليب                      | ياريوور      |
| جاليوسردونيداي | غاليوسيردو كوفييه         | سمكة قرش النمر                       |              |
| سفيرنيداي      | سيفرنا موكران             | سمكة المطرقة الكبيرة                 |              |
| سفيرنيداي      | سفيرنا زيجاينا            | مطرقة ناعمة                          |              |

طوربيدونيفورم
| عائلة        | الاسم العلمي          | الاسم الشائع          | الاسم المحلي | الأهمية الإقليمية | حالة الحفظ      |
| ------------ | --------------------- | --------------------- | ------------ | ----------------- | --------------- |
| نارسينيداي   | نارسين تيملي          | سمكة النمب البنية     |              |                   | مُعَرَّض            |
| طوربيدينيداي | النمر الطوربيدي       | طوربيد بانثر          |              |                   | مهددة بالانقراض |
| طوربيدينيداي | طوربيد الجيوب الأنفية | طوربيد الخليج الفارسي |              |                   | البيانات ناقصة  |

رينوبريستيفورمز- الزلاجات، وسمك المنشار، وسمك القيثارة
| عائلة         | الاسم العلمي            | الاسم الشائع                           | الاسم المحلي | الأهمية الإقليمية                                   | حالة الحفظ           |
| ------------- | ----------------------- | -------------------------------------- | ------------ | --------------------------------------------------- | -------------------- |
| وحيد القرن    | رينا أنكلستوما          | سمكة القيثارة ذات الفم المقوس          |              |                                                     | معرضة للخطر بشكل حرج |
| وحيد القرن    | رينكوباتوس دجيدنسيس     | سمكة القيثارة العملاقة                 |              |                                                     | معرضة للخطر بشكل حرج |
| وحيد القرن    | رينكوباتوس ليفيس        | سمكة القيثارة العملاقة                 |              |                                                     | معرضة للخطر بشكل حرج |
| وحيد القرن    | رينوباتوس بونكتيفر      | سمكة القيثارة المرقطة                  |              |                                                     | على وشك التهديد      |
| جلوكوستيجيداي | غلوكوستيجوس حبيبي       | سمكة القيثارة العملاقة ذات الأنف الحاد |              |                                                     | معرضة للخطر بشكل حرج |
| بريستيداي     | أنوكسيبريستيس كوزبيداتا | سمكة المنشار ذات الأسنان السكينية      |              | دائما نادرة، تاريخيا من إيران                       | معرضة للخطر بشكل حرج |
| بريستيداي     | بريستس زيرجوم           | سمك المنشار الأخضر                     |              | كانت وفيرة في السابق في المنطقة، والآن نادرة للغاية | معرضة للخطر بشكل حرج |
| راجيداي       | راجا بيتا               | خبز البيتا سمك الراي                   |              | تم توثيق عينة واحدة فقط                             | البيانات ناقصة       |

ميليوباتيفورمز - أشعة
| عائلة       | الاسم العلمي          | الاسم الشائع                     | الاسم المحلي | الأهمية الإقليمية | حالة الحفظ      |
| ----------- | --------------------- | -------------------------------- | ------------ | ----------------- | --------------- |
| داسياتيدي   | Himantura uarnak      | قرص العسل، أو سمك الراي ذو السوط |              |                   | مهددة بالانقراض |
| داسياتيدي   | ماكولاباتيس راندالي   | سمك الراي العربي                 |              | متوطن             | أقل قلق         |
| داسياتيدي   | باستيناكوس سيفين      | سمكة الراي ذيل البقرة            |              | متوطن             | على وشك التهديد |
| داسياتيدي   | تاينيورا ليما         | شعاع ذيل الشريط ذو البقع الزرقاء |              | حوض السمك         | أقل قلق         |
| داسياتيدي   | تاينيروبس مييني       | شعاع ذيل الشريط المستدير         |              |                   | مُعَرَّض            |
| جمبريات     | جيمنورا بويسيلورا     | شعاع الفراشة طويل الذيل          |              |                   | مُعَرَّض            |
| ميليوباتيدي | أيتوميلايوس ماكولاتوس | شيطان البحر المرقط               |              |                   | مهددة بالانقراض |
| ميليوباتيدي | أيتوميلايوس نيكوفي    | سمكة الراي النسر المخططة         |              |                   | مُعَرَّض            |
| طيور الزينة | ريهنوبيترا جاكاري     | سمكة الراي العمانية              |              |                   | مهددة بالانقراض |
| موبوليداي   | موبولا موبولار        | شيطان البحر العملاق              |              |                   | مهددة بالانقراض |

## سمكة الراي
طيور النورس
| عائلة       | الاسم العلمي        | الاسم الشائع                           | الاسم المحلي | الأهمية الإقليمية | حالة الحفظ     |
| ----------- | ------------------- | -------------------------------------- | ------------ | ----------------- | -------------- |
| سمك الطربون | ميغالوبس سيبرينويدس | سمك الطربون في المحيطين الهندي والهادئ |              |                   | البيانات ناقصة |

أنغيليفورمز
| عائلة       | الاسم العلمي           | الاسم الشائع                    | الاسم المحلي   | الأهمية الإقليمية | حالة الحفظ |
| ----------- | ---------------------- | ------------------------------- | -------------- | ----------------- | ---------- |
| موراي       | سديم النضناض           | ثعبان موراي ندفة الثلج          |                | حوض السمك         | أقل قلق    |
| موراي       | حمار وحشي جيمنوموراينا | موراي الحمار الوحشي             |                | حوض السمك         | أقل قلق    |
| موراي       | جماجم الصدر المتموجة   | أفعى موراي متموجة               |                |                   | أقل قلق    |
| ثعبان البحر | مورينسوكس سينيريوس     | سمكة الرمح ذات الأنياب الخنجرية | أنقاليس مرماهي | أسماك صغيرة       | أقل قلق    |

كلوبيفورميس
| عائلة      | الاسم العلمي          | الاسم الشائع                   | الاسم المحلي | الأهمية الإقليمية      | حالة الحفظ |
| كلوبيداي   | سردينيلا طويلة الرؤوس | زيت السردين الهندي             | موماغ        | مصايد الأسماك المعتدلة | أقل قلق    |
| صيد الذئاب | خباط شانع             | دوراب                          | هوف          | مصايد الأسماك الصغيرة  | أقل قلق    |
| صيد الذئاب | خباط شانع             | رنجة الذئب ذات الزعانف البيضاء |              |                        | أقل قلق    |

غونورينكيفورمس
| الاسم العلمي  | الاسم الشائع | الاسم المحلي | الأهمية الإقليمية      | حالة الحفظ |
| تشانوس تشانوس | سمك اللبن    |              | مصايد الأسماك المعتدلة | أقل قلق    |

سمك السلور
| عائلة             | الاسم العلمي      | الاسم الشائع        | الاسم المحلي | الأهمية الإقليمية      | حالة الحفظ |
| ----------------- | ----------------- | ------------------- | ------------ | ---------------------- | ---------- |
| بلوتوسيدي         | بلوتوسوس لينياتوس | سمك السلور المخطط   |              |                        | أقل قلق    |
| سمك السلور البحري | نيوتاما بيلينيتا  | سمك السلور البرينزي |              | أهمية الصيد البسيطة    | أقل قلق    |
| سمك السلور البحري | نيوتاما بيلينيتا  | سمك السلور العملاق  |              | مصايد الأسماك المعتدلة | أقل قلق    |

سمكة السحلية
| عائلة       | الاسم العلمي    | الاسم الشائع         | الاسم المحلي | الأهمية الإقليمية      | حالة الحفظ |
| ----------- | --------------- | -------------------- | ------------ | ---------------------- | ---------- |
| سيندونتيداي | سايوريدا تامبيل | سمكة السحلية الكبيرة | حسون         | مصايد الأسماك المعتدلة | أقل قلق    |

سمك الأسقمري البحري
| عائلة             | الاسم العلمي            | الاسم الشائع                       | الاسم المحلي | الأهمية الإقليمية                                                | حالة الحفظ      |
| ----------------- | ----------------------- | ---------------------------------- | ------------ | ---------------------------------------------------------------- | --------------- |
| ستروماتيداي       | بامبوس أرجينتيوس        | سمكة بومفريت فضية أو بومفريت بيضاء | زبيدي        | يتم صيدها على نطاق واسع، ويتم اقتلاعها من أجزاء عديدة من المنطقة | لم يتم تقييمه   |
| طيور السكومبريداي | يوثينوس أفينيس          | كاواكاوا                           | تابان        | صيد واسع النطاق                                                  | أقل قلق         |
| طيور السكومبريداي | راستريليجر كاناجورتا    | سمك الماكريل الهندي طويل الفك      |              | مصايد الأسماك المعتدلة                                           | أقل قلق         |
| طيور السكومبريداي | سكومبروموروروس كوميرسون | سمك الماكريل الإسباني الضيق        | شاناد        | صيد واسع النطاق                                                  | على وشك التهديد |
| تريكوريداي        | تريشوروس ليبتوروس       | سمك الحزام                         |              | مصايد الأسماك المعتدلة                                           | أقل قلق         |

سمكة الماعز
| عائلة     | الاسم العلمي          | الاسم الشائع | الاسم المحلي    | الأهمية الإقليمية               | حالة الحفظ |
| --------- | --------------------- | ------------ | --------------- | ------------------------------- | ---------- |
| الموليداي | أوبينيوس أوليجوسبيلوس |              | السلطان إبراهيم | مصايد الأسماك الصغيرة، المتوطنة | أقل قلق    |
| الموليداي | باروبينوس مارغريتاتوس | سمكة الماعز  | السلطان إبراهيم | مصايد الأسماك الصغيرة، المتوطنة | أقل قلق    |

متنوعة (كارانجاريا؟) - باراكودا، ثريدفين، وسمك القمر
| عائلة       | الاسم العلمي               | الاسم الشائع                      | الاسم المحلي | الأهمية الإقليمية      | حالة الحفظ    |
| ----------- | -------------------------- | --------------------------------- | ------------ | ---------------------- | ------------- |
| سفيرنيداي   | سمكة الباراكودا سفيرينا    | سمكة الباراكودا العظيمة           | جد           | مصايد الأسماك المعتدلة | أقل قلق       |
| سفيرنيداي   | باركودا الزعنفة السوداء    | سمكة باراكودا ذات الزعانف السوداء | جد           | مصايد الأسماك المعتدلة | أقل قلق       |
| سفيرنيداي   | جيلي سفيرينا               | سمكة باراكودا بمقبض مخلل          | جد           | مصايد الأسماك المعتدلة | أقل قلق       |
| سفيرنيداي   | سفيرينا فلافيكودا          | سمكة الباراكودا ذات الذيل الأصفر  | جد           | مصايد الأسماك المعتدلة | أقل قلق       |
| مينيداي     | مين ماكولاتا               | سمكة القمر                        |              |                        | لم يتم تقييمه |
| بولينيميداي | إليوثيرونيما تيتراداكتيلوم | زعانف خيطية بأربعة أصابع          | شيم          | مصايد الأسماك المعتدلة | لم يتم تقييمه |

السمك المفلطح
| عائلة        | الاسم العلمي    | الاسم الشائع       | الاسم المحلي | الأهمية الإقليمية     | حالة الحفظ     |
| ------------ | --------------- | ------------------ | ------------ | --------------------- | -------------- |
| البسيتوديات  | بسيتودس إيرومي  | سمك الهلبوت الهندي |              | مصايد الأسماك الصغيرة | البيانات ناقصة |
| بوثيداي      | بوثوس بانثرينوس | سمكة فلوندر النمر  |              |                       | أقل قلق        |
| سينوغلوسيداي | سينوجلوسوس أريل | اللسان             | لسان         | صيد واسع النطاق       | أقل قلق        |

سمك الجاك، وأسماك المنقار، وحلفاؤها
| عائلة        | الاسم العلمي             | الاسم الشائع                       | الاسم المحلي    | الأهمية الإقليمية                                                       |
| ------------ | ------------------------ | ---------------------------------- | --------------- | ----------------------------------------------------------------------- |
| الكارانجيدي  | كارانكس إينوبيليس        | سمكة التريفالي العملاقة            |                 | مصايد الأسماك الصغيرة                                                   |
| الكارانجيدي  | كارانكس سيكسفاسياتوس     | سمكة التريفالي كبيرة العين         | حمام            | صيد معتدل                                                               |
| الكارانجيدي  | ديكابيروس روسيلي         | سكاد هندي                          |                 | مصايد الأسماك المعتدلة                                                  |
| الكارانجيدي  | جناثانودون سبيسيوسوس     | سمك التريفالي الذهبي               | صيد واسع النطاق | أقل قلق                                                                 |
| الكارانجيدي  | ميغالاسبيس كورديلا       | قذيفة طوربيد                       |                 | مصايد الأسماك المعتدلة                                                  |
| الكارانجيدي  | باراستروماتيوس نيجر      | سمك الزبيدي الأسود                 |                 | مصايد الأسماك الصغيرة                                                   |
| الكارانجيدي  | سكومبيرويدس كومرسونيانوس | سمكة الملكة العملاقة               | ذو القعدة       | صيد واسع النطاق                                                         |
| الكارانجيدي  | سكومبيرويدس تول          | سمكة الملكة ذات الجلد الإبري       |                 | مصايد الأسماك الصغيرة                                                   |
| الكارانجيدي  | سيريولا دوميريلي         | سمك العنبر العظيم                  |                 | مصايد الأسماك الصغيرة                                                   |
| الكارانجيدي  | سيريولا نيجروفاسياتوس    | سمك العنبر الأسود                  |                 | مصايد الأسماك الصغيرة                                                   |
| الكارانجيدي  | تراشوروس إنديكوس         | سكاد عربي                          |                 |                                                                         |
| ريمورا       | إيكينيس ناوكراتيس        | مصاصة القرش                        |                 |                                                                         |
| راشيسنتريداي | راتشيسينترون كانادوم     | سمك الكوبيا                        | سكلا            | صيد واسع النطاق                                                         |
| كوريفاينيداي | كوريفاينا هيبوروس        | ماهي ماهي، أو سمكة الدلفين الشائعة | غاليت           | تم صيده في إيران، ولم يتم تسجيله في مصايد الأسماك العربية               |
| زيفيداي      | زيفياس جلاديوس           | سمك أبو سيف                        |                 | تم تسجيلها تاريخيًا قبالة الكويت، إما أنها انقرضت إقليميًا أو كانت متشردة |
| إستيوفوريدي  | إستيومباكس إنديكا        | سمكة المارلن السوداء               |                 |                                                                         |
| إستيوفوريدي  | خلد الماء                | سمكة الشراع                        | بادبان ماهي     |                                                                         |

أسماك السيكليد
| عائلة        | الاسم العلمي          | الاسم الشائع      | الاسم المحلي | الأهمية الإقليمية                                                      | حالة الحفظ |
| ------------ | --------------------- | ----------------- | ------------ | ---------------------------------------------------------------------- | ---------- |
| أسماك البلطي | البلوط الذهبي         | سمك البلطي الأزرق |              | تم إدخاله، وتم العثور عليه في الأراضي الرطبة والأحياء المائية المزروعة | أقل قلق    |
| أسماك البلطي | أوريوكروميس نيلوتيكوس | سمك البلطي النيلي | بولتي        | تم إدخاله، وتم العثور عليه في الأراضي الرطبة والأحياء المائية المزروعة | أقل قلق    |

سيلفرسايد
| عائلة      | الاسم العلمي           | الاسم الشائع       | الاسم المحلي | الأهمية الإقليمية     | حالة الحفظ |
| ---------- | ---------------------- | ------------------ | ------------ | --------------------- | ---------- |
| أثيرينيداي | أثيرينوموروس لاكونوسوس | سمكة فضية هارديهيد |              | مصايد الأسماك الصغيرة | أقل قلق    |

سمكة الجرو
| عائلة        | الاسم العلمي          | الاسم الشائع       | الاسم المحلي | الأهمية الإقليمية | حالة الحفظ    |
| ------------ | --------------------- | ------------------ | ------------ | ----------------- | ------------- |
| أسماك الشبوط | أفانيوبس ستوليكزكانوس | سمكة الجرو العربية | إفتي         |                   | لم يتم تقييمه |

سمكة الإبرة وسمكة الطائرة
| عائلة         | الاسم العلمي            | الاسم الشائع                    | الاسم المحلي | الأهمية الإقليمية      | حالة الحفظ |
| ------------- | ----------------------- | ------------------------------- | ------------ | ---------------------- | ---------- |
| بيلونيداي     | أبلينيس هاينز           | سمكة الإبرة المسطحة             |              |                        | أقل قلق    |
| بيلونيداي     | بلاتيبيلون بلاتورا      | سمكة الإبرة المسطحة             |              |                        | أقل قلق    |
| بيلونيداي     | سترونجيلورا ليوروس      | طويل نحيف                       |              |                        | أقل قلق    |
| بيلونيداي     | سترونجيلورا سترونجيلورا | بقعة سوداء طويلة                |              |                        | أقل قلق    |
| بيلونيداي     | تيلوسوروس كروكوديلوس    | سمكة كلب الصيد                  | حقول         | مصايد الأسماك المعتدلة | أقل قلق    |
| بيلونيداي     | تيلوسوروس تشورام        | سمكة إبرة البحر الأحمر          | حقول         | مصايد الأسماك المعتدلة | أقل قلق    |
| إكسوكويتيداي  | سيبسيلوروس أوليجوليبس   | أسماك طائرة كبيرة الحجم         |              |                        | أقل قلق    |
| إكسوكويتيداي  | بارايكسوكويتوس مينتو    | سمكة الشراعية الأفريقية الطائرة |              |                        | أقل قلق    |
| هيميرهامفيداي | هيميرهامفوس مارجيناتوس  | نصف منقار أصفر الطرف            |              |                        | أقل قلق    |
| هيميرهامفيداي | رينكورهامفوس جورجي      | سمكة منقار البط                 |              |                        | أقل قلق    |

موليتيم
| عائلة     | الاسم العلمي          | الاسم الشائع               | الاسم المحلي  | الأهمية الإقليمية | حالة الحفظ     |
| --------- | --------------------- | -------------------------- | ------------- | ----------------- | -------------- |
| موغيليداي | إلوتشيلون فايجينسيس   | سمك البوري ذو الذيل المربع |               |                   | أقل قلق        |
| موغيليداي | موجيل سيفالوس         | البوري البحري              | بيياه أو بوري | صيد واسع النطاق   | أقل قلق        |
| موغيليداي | موولجاردا سيهيلي      | البوري الأزرق              |               |                   | أقل قلق        |
| موغيليداي | عظمية كونيسية         | قصة الموليت الطويلة        |               |                   | أقل قلق        |
| موغيليداي | بلانالي ابو           | أبو البوري                 |               |                   | أقل قلق        |
| موغيليداي | بلاناليزا كاراناتا    | سمك البوري                 |               |                   | أقل قلق        |
| موغيليداي | بلاناليزا كلينزينجيري | سمك البوري الكلونزينجيري   | صنع           | صيد واسع النطاق   | أقل قلق        |
| موغيليداي | بلاناليزا بيرسيكا     | البوري الخليج الفارسي      |               | متوطن             | البيانات ناقصة |
| موغيليداي | بلاناليزا بلانيسبس    | البوري الرمادي تاد         |               |                   | أقل قلق        |
| موغيليداي | بلاناليزا سابفيرديس   | البوري الأخضر              |               |                   | أقل قلق        |

سمكة دامسيل
| عائلة         | الاسم العلمي             | الاسم الشائع               | الاسم المحلي | الأهمية الإقليمية | حالة الحفظ    |
| ------------- | ------------------------ | -------------------------- | ------------ | ----------------- | ------------- |
| بوماسينتريداي | أبو دفدوڤ فايجينسيس      | رقيب أول                   | أبو دفدو     | حوض السمك         | أقل قلق       |
| بوماسينتريداي | أمفيبريون كلاركي         | سمكة شقائق النعمان الصفراء |              | حوض السمك         | أقل قلق       |
| بوماسينتريداي | كروميس فلافاكسيلا        | كروميس عربي                |              | حوض السمك         | لم يتم تقييمه |
| بوماسينتريداي | كروميس زانثوبتيرجيا      | كروميس الزعانف الصفراء     |              |                   | أقل قلق       |
| بوماسينتريداي | داسكيلوس تريماكولاتوس    | داسكيلوس ثلاثي البقع       |              |                   | أقل قلق       |
| بوماسينتريداي | نيوبوماسنتروس سيانوموس   | سيدة ملكية                 |              |                   | أقل قلق       |
| بوماسينتريداي | نيوبوماسنتروس سيندينسيس  | ديموزيل عربية              |              |                   | أقل قلق       |
| بوماسينتريداي | بوماسنتروس أكويلوس       | سمكة الدامسل الداكنة       |              |                   | أقل قلق       |
| بوماسينتريداي | بريستوتيس أوبتوسيروستريس | فتاة الخليج الفارسي        |              |                   | أقل قلق       |

أكانثوريفورم - سمكة الفراشة، وسمكة الجراح، وسمكة الملاك وحلفاؤها
| عائلة          | الاسم العلمي           | الاسم الشائع                  | الاسم المحلي | الأهمية الإقليمية                                            |
| -------------- | ---------------------- | ----------------------------- | ------------ | ------------------------------------------------------------ |
| لوبويداي       | فصائل سورينامينسيس     | ثلاثي الذيل                   |              |                                                              |
| البوماكانثيداي | بومكانثوس ماكولوسوس    | ملاك نصف القمر                | أنفوز        | يتم صيدها بشكل معتدل، سواء لتجارة أحواض السمك أو كسمكة طعام  |
| دريبانيداي     | دريبان لونجيمانا       | كونسيرين                      |              |                                                              |
| دريبانيداي     | دريبان منقط            | سمكة المنجل المرقطة           |              |                                                              |
| إفيبيداي       | عالم الخيول            | سمكة أورب                     |              |                                                              |
| إفيبيداي       | بلاتاكس أوربيكولاريس   | سمكة الخفاش الدائرية          |              |                                                              |
| إفيبيداي       | بلاتاكس تييرا          | سمكة الخفاش طويلة الزعانف     | عماد         | مصايد الأسماك الصغيرة                                        |
| فطريات الأسنان | شيتودون غاردنيري       | سمكة الفراشة غاردنر           |              | حوض السمك                                                    |
| فطريات الأسنان | شيتودون ميلابتيروس     | سمكة الفراشة العربية          |              | حوض السمك                                                    |
| فطريات الأسنان | شيتودون نيجروبانكاتاتس | سمكة الفراشة السوداء          |              | حوض السمك                                                    |
| فطريات الأسنان | هينيوخوس أكوميناتوس    | سمكة الراية طويلة الزعانف     |              | حوض السمك                                                    |
| ليوجناثيدي     | كارالا دورا            | سمكة المهر ذات العملة الذهبية |              | مصايد الأسماك المعتدلة                                       |
| سكاتوفاجيدي    | سكاتوفاجوس أرجوس       | فضلات مرقطة                   |              | حوض السمك                                                    |
| سيجانيداي      | سيجانوس سوتور          | سمكة الأرنب ذات البقع البيضاء | ينظف         | صيد واسع النطاق                                              |
| سيجانيداي      | سيجانوس جافوس          | قدم العمود الفقري المخططة     | سنيفيل       | مصايد الأسماك المعتدلة                                       |
| الأكانثوريدي   | أكانثوروس سوهال        | سوهال                         | سوهال        | مصايد الأسماك الصغيرة، لكل من أسماك الزينة والأسماك الغذائية |
| الأكانثوريدي   | زيبراسوما زانثوروم     | سمكة ذيل أصفر                 |              | حوض السمك                                                    |

رباعيات الأسنان - سمكة المنتفخة، وسمكة الملفوف، وسمكة الشمس، وحلفاؤها
| عائلة           | الاسم العلمي           | الاسم الشائع                   | الاسم المحلي | الأهمية الإقليمية     | حالة الحفظ |
| --------------- | ---------------------- | ------------------------------ | ------------ | --------------------- | ---------- |
| رباعيات الأسنان | أروثرون ستيلاتوس       | سمكة المنتفخة النجمية          |              |                       | أقل قلق    |
| رباعيات الأسنان | تشيلونودونتوبس باتوكا  | سمكة المنتفخة المرقطة بالحليب  |              |                       | أقل قلق    |
| رباعيات الأسنان | لاجوفيلييس جيونثيري    | سمكة المنتفخة ذات الظهر الماسي |              |                       | أقل قلق    |
| رباعيات الأسنان | لاغوسيفالوس القمري     | سمكة المنتفخة الهلالية         |              |                       | أقل قلق    |
| موناكانتيداي    | ألوتيروس مونوسروس      | سترة جلدية وحيد القرن          |              | مصايد الأسماك الصغيرة | أقل قلق    |
| موناكانتيداي    | باراموناكانثوس عربيكوس | سمكة الملف الخليجية الفارسية   |              | الأنواع المتوطنة      | أقل قلق    |
| باليستيدي       | رينكانثوس أساساسي      | سمكة الزناد بيكاسو             |              |                       | أقل قلق    |
| الموليدات       | مولا مولا              | سمكة الشمس المحيطية            |              |                       | مُعَرَّض       |
| الموليدات       | رانزانيا ليفيس         | نحيف مشمس                      |              |                       | مُعَرَّض       |

هياكل عظمية مركزية
| عائلة        | الاسم العلمي       | الاسم الشائع            | الاسم المحلي | الأهمية الإقليمية     | حالة الحفظ |
| ------------ | ------------------ | ----------------------- | ------------ | --------------------- | ---------- |
| تيرابونتيداي | تيرابون جاربوا     | هلال غاضب               | ضيبة         | مصايد الأسماك الصغيرة | أقل قلق    |
| تيرابونتيداي | تيرابون بوتا       | طائر شائك الخد          | زمرور        | مصايد الأسماك الصغيرة | أقل قلق    |
| كيفوسيدي     | كيفوسوس سينيراسينس | سمك الشوب البحري الأزرق |              |                       | أقل قلق    |

أنواع مختلفة (يوبركاريا؟) - سمك النهاش، والسيلاجين، والدنيس، والأسماك الصغيرة، والسمك الفضي، والطبول
| عائلة             | الاسم العلمي               | الاسم الشائع                        | الاسم المحلي | الأهمية الإقليمية      |
| ----------------- | -------------------------- | ----------------------------------- | ------------ | ---------------------- |
| لوتجانيدي         | لوتيانوس أرجينتيماكيولاتوس | سمك النهاش الأحمر                   | نهاش         | مصايد الأسماك المعتدلة |
| لوتجانيدي         | لوتيانوس مالاباريكوس       | سمك النهاش ذو الذيل السرجي          | الحمرا       | مصايد الأسماك المعتدلة |
| لوتجانيدي         | لوتيانوس إيجرينبيرجي       | سمك النهاش ذو البقع السوداء         |              | مصايد الأسماك المعتدلة |
| لوتجانيدي         | لوتجنوس فولفيفلاما         | سمكة دوري                           |              | مصايد الأسماك المعتدلة |
| جيريداي           | جييرس اويينا               | رفيق فضي شائع                       | بده          | مصايد الأسماك المعتدلة |
| جيريداي           | بنتابريون لونجيمانوس       | سمكة الموجارا طويلة الزعانف         |              |                        |
| جيريداي           | بنتابريون لونجيمانوس       | سمكة الموجارا طويلة الزعانف         |              |                        |
| الطفيليات الدموية | بلكتورهينشوس جاتيرينوس     | خرخرة أفريقية                       | فرش          | مصايد الأسماك الصغيرة  |
| الطفيليات الدموية | بليكتورهينشوس بيكتوس       | سمك السلمون المرقط ذو الشفاه الحلوة | ينما         | مصايد الأسماك الصغيرة  |
| سباريداي          | أكانثوباجروس عربيكوس       | الدنيس العربي ذو الزعانف الصفراء    | شام          | مصايد الأسماك المعتدلة |
| سباريداي          | أكانثوباجروس بيردا         | سمك الدنيس الذهبي                   | شام          | مصايد الأسماك المعتدلة |
| سباريداي          | أكانثوباجروس بيفاسياتوس    | سمك الدنيس ذو الشريطين              | فاسكار       | مصايد الأسماك المعتدلة |
| سباريداي          | أكانثوباجروس شيم           | الدنيس ذو الزعانف الصفراء المرقطة   |              | مصايد الأسماك المعتدلة |
| سباريداي          | أرجيروبس سبينيفير          | الجندي الملكي                       | كوفر         | مصايد الأسماك المعتدلة |
| سباريداي          | رابدوسارجوس ساربا          | تاروين                              | جرجفان       | مصايد الأسماك المعتدلة |
| سباريداي          | سباريدنتكس هاستا           | سوبيتي                              | سوبيتي       | مصايد الأسماك المعتدلة |
| ليثرينيداي        | ليثرينوس لنتجان            | إمبراطور بينكير                     |              | صيد واسع النطاق        |
| ليثرينيداي        | ليثرينوس ميكرودون          | إمبراطور الأسنان الصغيرة            |              | صيد واسع النطاق        |
| ليثرينيداي        | ليثرينوس نيبولوسوس         | إمبراطور سبانجلر                    | شيري         | صيد واسع النطاق        |
| نيميبتيريداي      | سكولوبسيس غانام            | سمك الدنيس العربي أحادي العين       |              | صيد واسع النطاق        |
| سكيانيداي         | حصوات الأذن الحمراء        | طائر الكراكر ذو أسنان النمر         |              |                        |
| سيبوليداي         | أكانثيسيبولا أبريفياتا     | سمكة النطاق                         |              |                        |

أسماك الراس
| عائلة    | الاسم العلمي        | الاسم الشائع                   | الاسم المحلي | الأهمية الإقليمية     | حالة الحفظ |
| -------- | ------------------- | ------------------------------ | ------------ | --------------------- | ---------- |
| الشفويات | تشيلينوس لونولاتوس  | سمكة مكنسة الذيل               |              |                       | أقل قلق    |
| الشفويات | كورودون روبستوس     | سمكة ناب قوية                  |              | صيد معتدل             | أقل قلق    |
| الشفويات | لابرويدس ديميدياتوس | سمكة الراس المنظفة             |              | حوض السمك             | أقل قلق    |
| الشفويات | الثلاسوما القمرية   | سمكة الراس القمرية             |              | حوض السمك             | أقل قلق    |
| الخنافس  | كلوروروس سورديدوس   | سمكة الببغاء الأقحوان          |              |                       | أقل قلق    |
| الخنافس  | سكاروس غبان         | سمكة الببغاء ذات الشريط الأزرق |              | مصايد الأسماك الصغيرة | أقل قلق    |
| الخنافس  | سكاروس بيرسيكوس     | سمكة الببغاء الخليجية الفارسية |              | مصايد الأسماك الصغيرة | أقل قلق    |

سمكة تشبه الفرخ
| عائلة               | الاسم العلمي                   | الاسم الشائع                        | الاسم المحلي | الأهمية الإقليمية      |
| ------------------- | ------------------------------ | ----------------------------------- | ------------ | ---------------------- |
| أنثياديداي          | سيودينثييس تاونسيندي           | أنثياس تاونسنديان                   |              | حوض السمك              |
| أنثياديداي          | سيودينثييس تاونسيندي           | أنثياس تاونسنديان                   |              | حوض السمك              |
| إبينفيليداي         | أياثالاوبيركا رووجا            | سمك الهامور ذو الفم الأحمر          |              |                        |
| إبينفيليداي         | سيفالوفوليس هيميستيكتوس        | زعانف صفراء خلفية                   | شنينوة       | مصايد الأسماك المعتدلة |
| إبينفيليداي         | إبينيفيلوس أريولاتوس           | الهامور الهالي                      |              | مصايد الأسماك المعتدلة |
| إبينفيليداي         | إبينيفيلوس بليكيري             | سمك الهامور ذو الذيل الداكن         |              | مصايد الأسماك المعتدلة |
| إبينفيليداي         | ايبنايفيوليس كويريوليوبنساتاتس | الهامور ذو البقع البيضاء            |              | مصايد الأسماك المعتدلة |
| إبينفيليداي         | إبينيفيلوس كويويدس             | سمك القد الصخري المرقط الذهبي       | إيران حمور   | صيد واسع النطاق        |
| إبينفيليداي         | إبينيفيلوس لاتيفاسكياتس        | الهامور المنقط                      |              | مصايد الأسماك المعتدلة |
| إبينفيليداي         | إبينيفيلوس بوليليبس            | الهامور الهالي                      | سومان        | صيد واسع النطاق        |
| العقربيات           | أميال بتيروا                   | سمكة الأسد العسكرية                 |              |                        |
| العقربيات           | بترويس روسيلي                  | سمكة الأسد ذات الذيل المسطح         |              |                        |
| العقربيات           | أبيستوس كاريناتوس              | سمكة الدبابير المرقطة               |              |                        |
| العقربيات           | أبيستوس كاريناتوس              | سمكة الدبابير المرقطة               |              |                        |
| ذوات الرؤوس المسطحة | بلاتيسيفالس انديكس             | سمكة الرأس المسطحة ذات الذيل المخطط | وهار         | صيد واسع النطاق        |